# ランジットシンジ
サー・ランジットシンジ・ヴィブハジ・ジャデジャ, GCSI, GBE （英: Sir Ranjitsinhji Vibhaji Jadeja, GCSI, GBE、1872年9月10日 – 1933年4月2日）は、イギリス領インド帝国・ナワナガル藩王国のマハーラージャ。クリケット選手として有名であり、ランジ（Ranji）という名前で知られている。ポジションはバッツマン。ケンブリッジ大学やサセックスでプレーした。クリケットの長い歴史に置いても有数のバッツマンであり、インドにおけるクリケットの発展・普及に大きく貢献した。そのような実績から「インドクリケットの父」と呼ばれている。インドのファーストクラス・クリケットの主要な大会であるランジ杯(Ranji Trophy）は彼にちなんで名付けられた。